# Ameiurus brunneus
Ameiurus brunneus är en fiskart som beskrevs av Jordan, 1877. Ameiurus brunneus ingår i släktet Ameiurus och familjen Ictaluridae. Inga underarter finns listade i Catalogue of Life.